# Élections législatives de 1962 dans la Haute-Marne
Les élections législatives françaises de 1962 se déroulent les 18 et 25 novembre 1962. Dans le département de la Haute-Marne, deux députés sont à élire dans le cadre de deux circonscriptions.

## Élus
| Circonscription | Député sortant   | Parti | Parti | Député élu ou réélu | Parti | Parti   |
| --------------- | ---------------- | ----- | ----- | ------------------- | ----- | ------- |
| 1re             | Gabriel Bourgund |       | UNR   | Pierre Vitter       |       | UNR-UDT |
| 2e              | Raymond Hanin    |       | CNIP  | Jacques Delong      |       | UNR-UDT |

## Résultats

### Résultats à l'échelle du département
| Parti          | Parti                                       | Premier tour | Premier tour | Second tour | Second tour | Sièges |
| Parti          | Parti                                       | Voix         | %            | Voix        | %           | Sièges |
| -------------- | ------------------------------------------- | ------------ | ------------ | ----------- | ----------- | ------ |
|                | Union pour la nouvelle République (UDT)     | 28 336       | 35,26        | 43 772      | 52,55       | 2      |
|                | Majorité présidentielle                     | 28 336       | 35,26        | 43 772      | 52,55       | 2      |
|                |                                             |              |              |             |             |        |
|                | Centre national des indépendants et paysans | 20 704       | 25,76        | 10 656      | 12,79       | 0      |
|                | Centre démocratique                         | 20 704       | 25,76        | 10 656      | 12,79       | 0      |
|                |                                             |              |              |             |             |        |
|                | Parti communiste français                   | 15 522       | 19,32        | 12 916      | 15,51       | 0      |
|                | Parti radical                               | 14 247       | 17,73        | 15 946      | 19,15       | 0      |
|                | Union et fraternité française               | 808          | 1,01         |             |             | 0      |
|                | Divers                                      | 744          | 0,93         | 0           |             |        |
|                |                                             |              |              |             |             |        |
| Inscrits       | Inscrits                                    | 119 084      | 100,00       | 119 081     | 100,00      | 2      |
| Abstentions    | Abstentions                                 | 35 680       | 29,96        | 32 246      | 27,08       |        |
| Votants        | Votants                                     | 83 404       | 70,04        | 86 835      | 72,92       |        |
| Blancs et nuls | Blancs et nuls                              | 3 043        | 3,65         | 3 545       | 4,08        |        |
| Exprimés       | Exprimés                                    | 80 361       | 96,35        | 83 290      | 95,92       |        |

### Résultats par circonscription

#### Première circonscription (Chaumont)
| Candidat       | Candidat                       | Parti          | Premier tour | Premier tour | Second tour | Second tour |  |
| Candidat       | Candidat                       | Parti          | Voix         | %            | Voix        | %           |  |
| -------------- | ------------------------------ | -------------- | ------------ | ------------ | ----------- | ----------- |  |
|                | Gabriel Bourgund sortant réélu | UNR-UDT        | 18 140       | 41,12        | 28 300      | 63,96       |  |
|                | Jean Favre                     | CNIP           | 10 502       | 23,8         | Retrait     | Retrait     |  |
|                | Jean Masson                    | Radsoc         | 8 574        | 19,43        | 15 946      | 36,04       |  |
|                | Georges Coleaux                | PCF            | 6 095        | 13,81        | Retrait     | Retrait     |  |
|                | Pierre Alonso                  | UFF            | 808          | 1,83         |             |             |  |
|                |                                |                |              |              |             |             |  |
| Inscrits       | Inscrits                       | Inscrits       | 65 216       | 100,00       | 65 206      | 100,00      |  |
| Abstentions    | Abstentions                    | Abstentions    | 19 297       | 29,59        | 18 389      | 28,2        |  |
| Votants        | Votants                        | Votants        | 45 919       | 70,41        | 46 817      | 71,8        |  |
| Blancs et nuls | Blancs et nuls                 | Blancs et nuls | 1 800        | 3,92         | 2 571       | 5,49        |  |
| Exprimés       | Exprimés                       | Exprimés       | 44 119       | 96,08        | 44 246      | 94,51       |  |

#### Deuxième circonscription (Saint-Dizier)
| Candidat       | Candidat              | Parti          | Premier tour | Premier tour | Second tour | Second tour |  |
| Candidat       | Candidat              | Parti          | Voix         | %            | Voix        | %           |  |
| -------------- | --------------------- | -------------- | ------------ | ------------ | ----------- | ----------- |  |
|                | Raymond Hanin sortant | CNIP           | 10 202       | 28,15        | 10 656      | 27,29       |  |
|                | Jacques Delong élu    | UNR-UDT        | 10 196       | 28,13        | 15 472      | 39,63       |  |
|                | Marius Cartier        | PCF            | 9 427        | 26,01        | 12 916      | 33,08       |  |
|                | Frédéric Benoit       | Radsoc         | 5 673        | 15,65        | Retrait     | Retrait     |  |
|                | Émile Michelland      | Divers centre  | 744          | 2,05         |             |             |  |
|                |                       |                |              |              |             |             |  |
| Inscrits       | Inscrits              | Inscrits       | 53 868       | 100,00       | 53 875      | 100,00      |  |
| Abstentions    | Abstentions           | Abstentions    | 16 383       | 30,41        | 13 857      | 25,72       |  |
| Votants        | Votants               | Votants        | 37 485       | 69,59        | 40 018      | 74,28       |  |
| Blancs et nuls | Blancs et nuls        | Blancs et nuls | 1 243        | 3,32         | 974         | 2,43        |  |
| Exprimés       | Exprimés              | Exprimés       | 36 242       | 96,68        | 39 044      | 97,57       |  |